# Bhatika Tissa
Bhatika Tissa (Batiya Tissa II) fou rei d'Anuradhapura (Sri Lanka) del 141 al 165, succeint al seu pare Mahallaka Naga.
Fou un rei amb un bon cor i un profund respecte pels monjos dels dos sexes, om va demostrar amb gran ofrenes per a ells. Va construir una paret circular al Maha Vihara. Va construir dues vihares i a una d'elles li va dedicar el tanc d'aigua de Mahagama. Va construir també una Uposatha o sala de monjos al Thuparama, i al país de Vanni va construir el tanc d'aigua de Ekavapi. El seu regnat fou pròsper i va durar 24 anys.
A la seva mort el va succeir el seu germà petit Kanittha Tissa.